# Virgin EMI Records

Virgin EMI Records es un sello discográfico británico propiedad de Universal Music Group. Fue fundada en marzo de 2013 mediante la fusión de Mercury Records (UK) y Virgin Records Opera dos corrientes distintas de A&R y comercialización - Virgin y EMI Records.
Los artistas de Virgin EMI incluyen a Arcade Fire, The Vamps, Jake Bugg, Chase & Status, Elton John, Iggy Azalea, Rihanna, Emeli Sande, Paul McCartney, U2, Armin van Buuren, Bon Jovi, Cage the Elephant, Willie Nelson, Massive Attack, Alice In Chains, Kanye West, The Strypes,Queen, The Chemical Brothers, Lorde, Mike Oldfield, entre otros.
El 16 de junio de 2020, Universal renombró Virgin EMI Records como EMI Records y nombró a Rebecca Allen (ex presidenta del sello Decca de UMG) como presidenta del sello, y continuará operando Virgin Records como sello de EMI Records.